# Erdinger
Erdinger, Privatbrauerei Erdinger Weißbräu Werner Brombach GmbH, är ett tyskt bryggeri i Erding, Bayern. Bryggeriet producerade år 2020 cirka 1,5 miljoner hektoliter öl.

## Historia
Bryggeriet grundades som Weisses Bräuhaus av Johann Kienle i staden Erding i Bayern år 1886. Kienle var bryggeriets ägare fram till 1890, då bryggeriet såldes till familjen Stadlmaier. Familjen sålde år 1930 vidare bryggeriet till Malzfabrik F.W Otto. År 1935 köpte Franz Brombach bryggeriet som han 1949 döpte till Erdinger Weißbräu. Franz Brombachs son Werner Brombach inledde sin karriär i företaget 1965. Werner Brombach började under 1960-talet att distribuera ölen utanför Bayern. År 1975 avled Franz Brombach, Werner Brombach tog då över som företagets VD och ägare. Bryggeriet blev marknadsledande avseende weißbier när produktionen år 1977 uppnådde drygt 225 000 hektoliter. I takt med en ökad produktion kom år 1983 bryggeriets lokaler i Erdings centrum inte att räcka till, således byggdes samma år en ny större produktionsanläggning strax utanför staden.. Bryggeriet blev år 1990 det första veteölsbryggeriet att producera över 1 miljon hektoliter öl. Bryggeriet köpte år 1990 upp det för enda andra bryggeriet i Erding, Fischer's Stiftungsbräu. Bryggeriet kom fram till 2011 att producera ljus lager under namnet Stiftung Hell, därefter flyttades produktionen till Irlbach. År 2022 ersattes Stiftung Hell med det nya märket Erdinger Brauhaus.

## Produkter

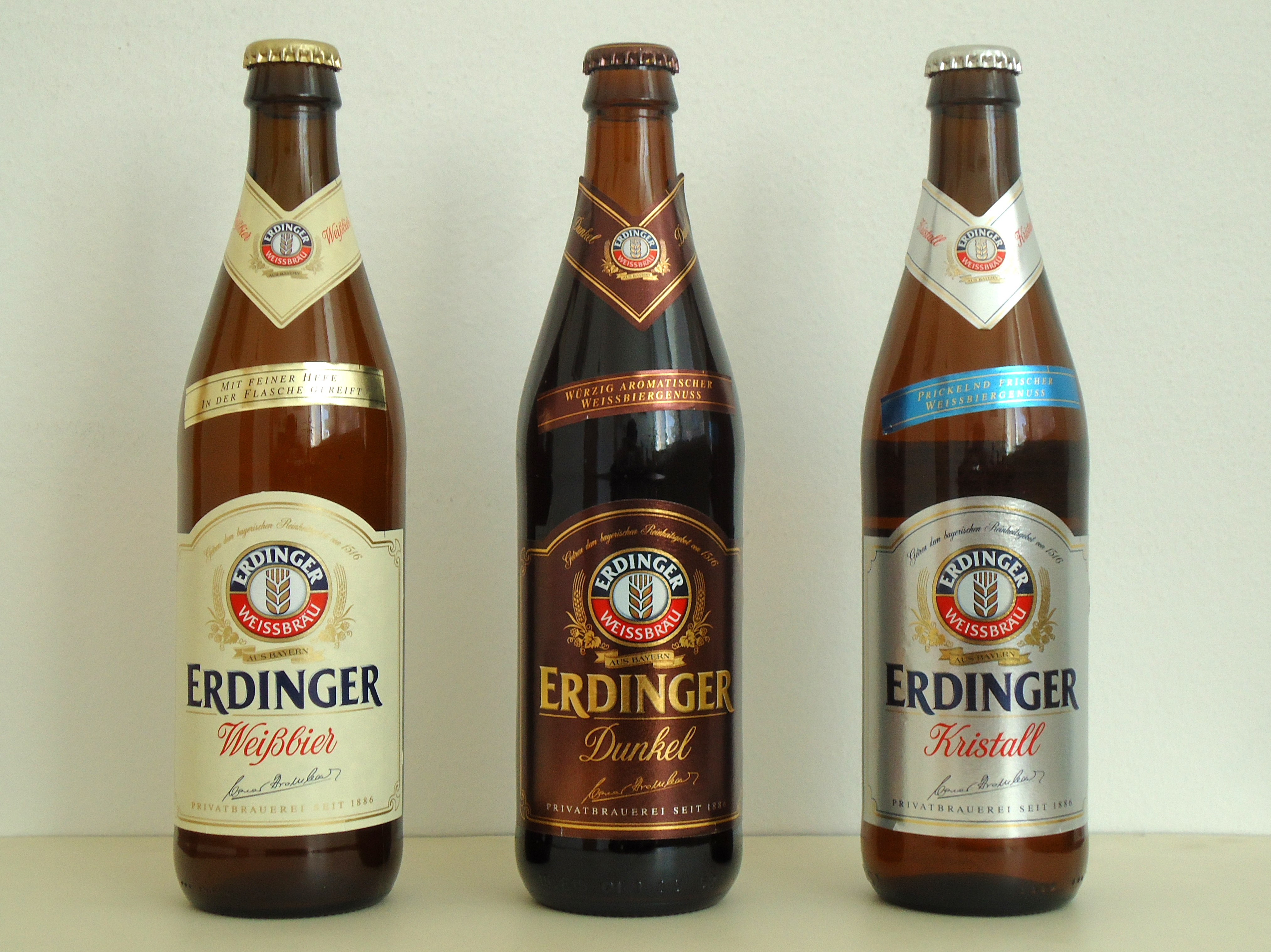

Bryggeriet har flera olika öl i sin produktkatalog, där Erdinger Weißbier är storsäljaren. En stor del av bryggeriets öl produceras med hjälp av en metod som kallas Bayerische Edelreifung. Metoden innebär kortfattat att ölen jäser två gånger. En första gång under själv produktionsprocessen och sedan en andra gång i den behållare den levereras i, exempelvis en flaska eller ett fat.

### Produkter 2024[7]
- Erdinger Weißbier, en ljus weißbier med en alkoholhalt på 5,3 %. Säljs på Systembolaget (2024).
- Erdinger Alkoholfrei, alkoholfri ljus veteöl. Marknadsförs som en isotonisk sportdryck.
- Erdinger Alkoholfrei Zitrone, alkoholfri ljus veteöl utblandad med citronsaft.
- Erdinger Alkholfrei Grapefruit, alkoholfri ljus veteöl utblandad med saft från röd grapefrukt
- Erdinger Urweisse, en något mörkare mer traditionell weißbier med en alkoholhalt på 4,9 %.
- Erdinger Dunkel, en mörk weißbier med en alkoholhalt på 5,3%. Säljs på systembolaget (2024).
- Erdinger Kristall, en filtrerad ljus weißbier med en alkoholhalt på 5,3 %. Säljs på systembolaget (2024).
- Erdinger Pikantus, en starkare mörk weißbier, en weizenbock, med en alkoholhalt på 7,3 %.
- Erdinger Leicht, en kalorisnålare variant av Erdinger Weißbier med en lägre alkoholhalt på 3,1 %.
- Erdinger Schneeweiße, en något starkare och mörkare weißbier som endast säljs under vinterhalvåret. Alkoholhalten ligger på 5,6 %.
- Erdinger Festweiße, en starkare weißbier som nästan uteslutande säljs på höstfestivalen i Erding. Endast överbliven öl säljs på flaska, i väldigt begränsad geografisk omfattning.

Produkter som säljs under namnet Erdinger Brauhaus
- Erdinger Brauhaus Helles, en ljus lager med en alkoholhalt på 5,1 %.[8]
- Erdinger Brauhaus Natur Radler, en ljus lager utblandad till hälften med citronsaft, en radler. Har en alkoholhalt på 2,6 %.[9]

## Marknadsföring
En stor del av företagets marknadsföring görs genom sponsring till diverse idrottare, under namnet Team Erdinger Alkoholfrei. De två huvudsakliga idrotterna som Team Erdinger Alkoholfrei sponsrar idrottare inom är triathlon och skidskytte. Ambassadörer för sponsringen inkluderar: Magdalena Neuner, Simon Schempp och Vanessa Hinz. Även fotbollsspelaren Franz Beckenbauer och fotbollstränaren Jürgen Klopp har representerat bryggeriet i olika reklamkampanjer.